# محوطه چارن خوار
محوطه چارن خوار مربوط به دوران‌های تاریخی پس از اسلام است و در شهرستان رضوانشهر، بخش پره سر، روستای دشت دامان واقع شده و این اثر در تاریخ ۲۷ بهمن ۱۳۸۲ با شمارهٔ ثبت ۱۰۹۴۴ به‌عنوان یکی از آثار ملی ایران به ثبت رسیده است.